# Kurukulla
Kurukulla (tib.: ku ru ku le; auch: Rigdjema, tib.: rig byed ma; deutsch: diejenige, die die Ursache für Wissen darstellt) ist ein weiblicher, friedvoller bis halb-zornvoller Yidam des tibetischen Buddhismus.

## Rote Tara
Kurukulla wird häufig mit der Roten Tara (tib.: sgrol ma dmar mo) gleichgesetzt, obwohl sich viele Darstellungen Kurukullas von Darstellungen der roten Tara unterscheiden.
Gleichfalls wird sie als eine buddhistische Dakini, die aus dem Lande Uddiyana stammt und als Göttin angesehen.
In ihrer Form als Rote Tara stellt Kurukulla die im buddhistischen Vajrayana verehrte Form der Mahavidya Lalita dar. Sie repräsentiert die Liebesmacht der Bodhisattva Tara und ist in den Mythen für ihre Fähigkeit bekannt, die Wesen zu verzaubern, widerspenstige Gegner zu befrieden und sie auf ihre Seite zu ziehen. Daher wird sie als Aspekt der Liebe verehrt.
Im Hevajra-Tantra wird Kurukulla als Emanation des Shri Hevajra gesehen.
Die Meditation über Kurukulla soll dem Glauben nach Energie und Kraft fördern.

## Darstellung
Dargestellt wird Kurukulla zumeist von roter Körperfarbe und mit vier Armen. Sie tanzt im Dakinitanz und zertritt dabei den Asura Rahu (Der, der die Sonne verschlingt). Nach der vedischen Astrologie ist Rahu Kopf eines Schlangendämons (Navagraha) und aufsteigender Mondknoten. Rahu wird in diesem Zusammenhang als Symbol für Ignoranz verstanden.
Sie hat ein Weisheitsauge auf der Stirn, flammenartig hochstehende Haare und ein leicht zorniges Aussehen. In der Mitte ihrer Krone aus Totenschädeln befindet sich eine Schriftrolle; manchmal auch ein Abbild Amitabhas. 
Das rechte Bein Kurukullas ist im Tanz nach oben gezogen. Mit den Händen ihres ersten Armpaares spannt sie einen aus Utpalablüten bestehenden Pfeil in einem ebensolchen Bogen. 
Die rechte Hand des zweiten Armpaares hält einen Vajrahaken hoch, mit der linken trägt sie eine aus Blüten geformte Fangschlinge, manchmal auch eine Gebetskette (Mala). Sie trägt einen Lendenschurz aus Tigerfell und ist von Flammen, die Weisheit symbolisieren umgeben.
Gelegentlich wird Kurukulla auch mit acht Armen und weiteren tantrischen Attributen gezeigt. Auf den Mandalas sieht man sie häufig als friedvolle Erscheinung, umgeben von acht weiblichen und vier zornvollen Gottheiten.

## Rezitationspraxis
Zu Kurukulla wie zu anderen tibetischen Gottheiten gibt es auch die zugehörige Rezitationspraxis. Unter den Anhängern des Vajrayana wird die Meinung vertreten, dass man Schaden nehmen kann, wenn man diese rezitiert ohne die entsprechende Einweihung erhalten zu haben. Insbesondere werden im tibetischen Buddhismus die Mantren, die zu diesen Praxen gehören, geheim gehalten. Man erfährt sie erst bei der Einweihung.